# Jaskinia Zawaliskowa w Szerokiem
Jaskinia Zawaliskowa w Szerokiem – jaskinia w Dolinie Kościeliskiej w Tatrach Zachodnich. Ma dwa otwory wejściowe znajdujące się w południowym stoku kotła Zadnie Kamienne, w jego górnej części, powyżej Lodowej Baszty, w pobliżu Kamienistej Szczeliny i Jaskini Lodowej w Ciemniaku, na wysokościach 1840 i 1846 metrów n.p.m. Długość jaskini wynosi 23 metry, a jej deniwelacja 9 metrów.

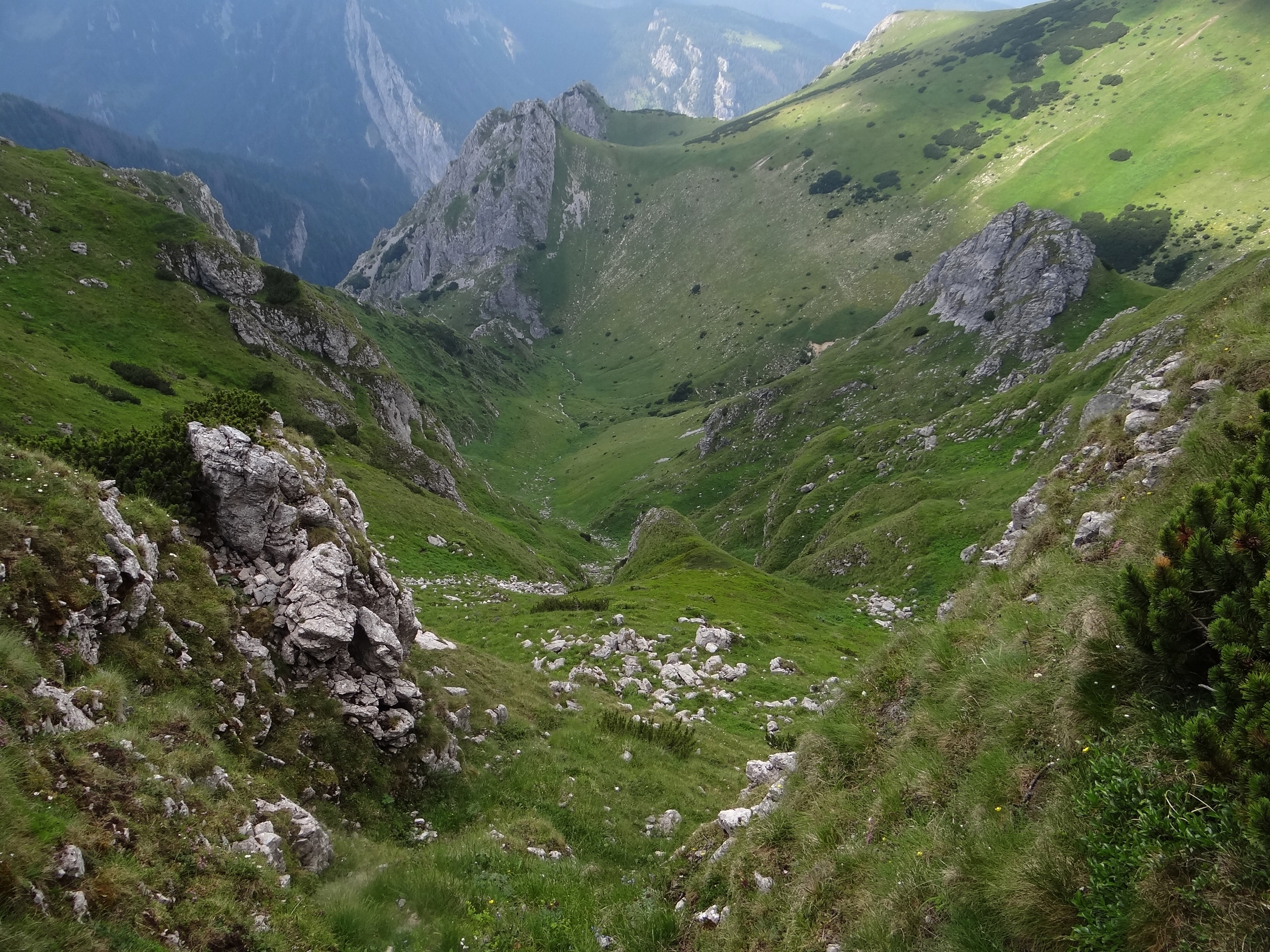
Zadnie Kamienne

## Opis jaskini
Jaskinią jest studnia do której prowadzą dwa otwory wejściowe. Górny stanowi początek studni, z dolnego wchodzi się do sali, która stanowi jej dno. Z sali tej:
- na wprost otworu dolnego zaczyna się 3-metrowa szczelina,
- w prawej części rozpoczyna się niewielki korytarz, którym po 3 metrach dochodzi się do rozgałęzienia. Na wprost znajduje się zawalisko, natomiast na lewo ciąg prowadzi do niskiej, zawaliskowej salki[3].

## Przyroda
W jaskini brak jest nacieków. Roślinność nie była badana.

## Historia odkryć
Jaskinia była znana prawdopodobnie od dawna. Po raz pierwszy opisał ją Z. Wójcik w 1966 roku.